# Meredith Willson

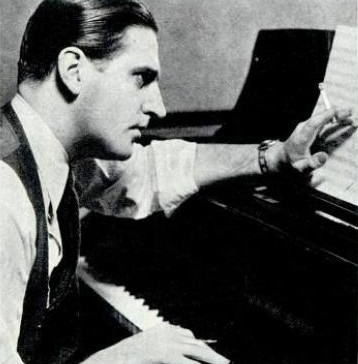
Meredith Willson, 1937

Meredith Willson (eigentlich Robert Meredith Reiniger; * 18. Mai 1902 in Mason City, Iowa; † 15. Juni 1984 in Santa Monica, Kalifornien) war ein US-amerikanischer Musical- und Schlagerkomponist, Dirigent, Flötist und Liedtexter.
Besondere Bekanntheit erlangte er durch sein Musical The Music Man aus dem Jahre 1957, zu dem er nicht nur die Musik, sondern auch Buch und Liedtexte schrieb.

## Leben

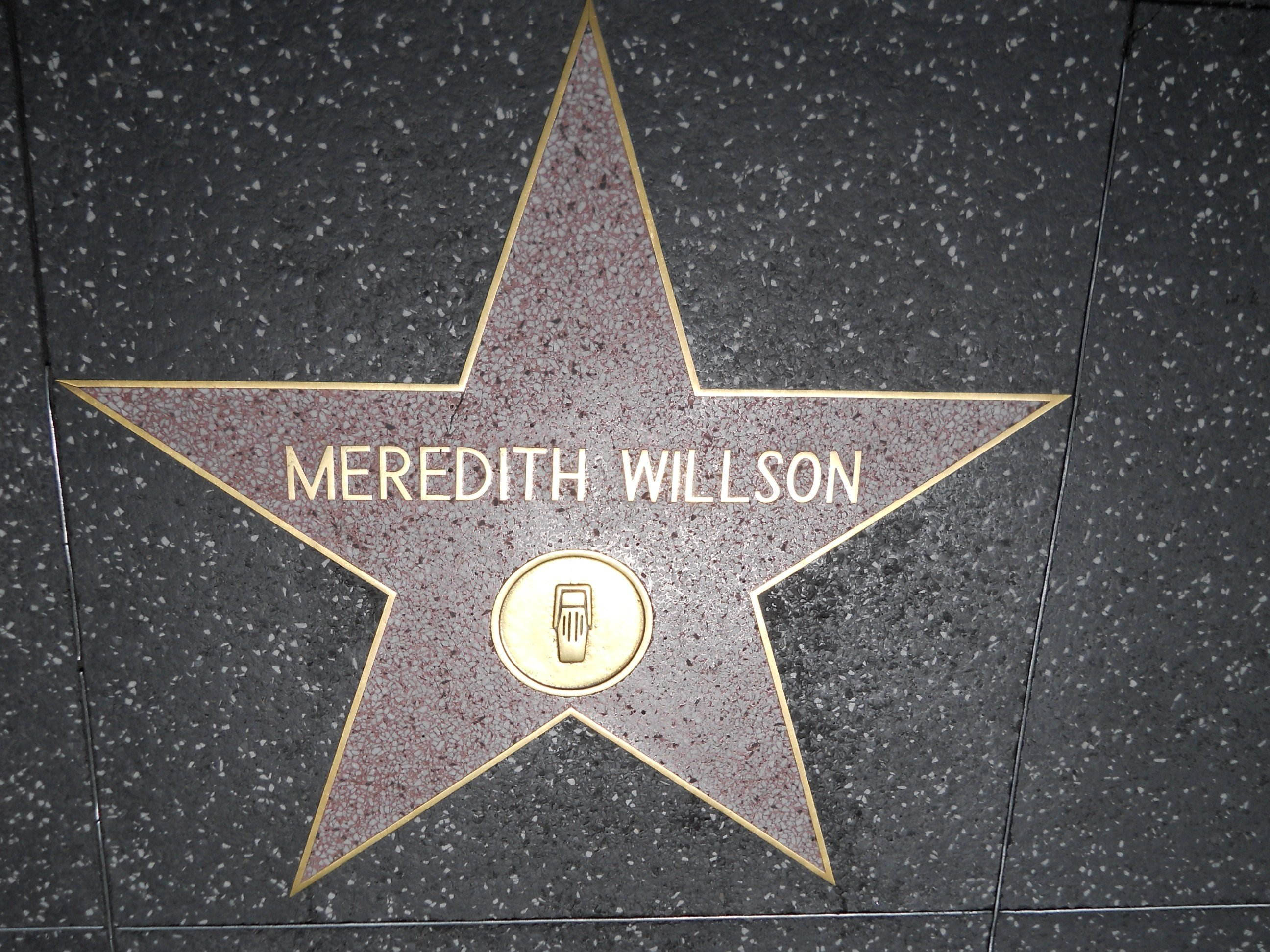
Meredith Willsons Stern auf dem Hollywood Walk of Fame

Meredith Willson lernte das Klavierspielen bei seiner Mutter. Später erhielt er eine professionelle Ausbildung am New Yorker Institute of Music Art, das später als Juilliard School bekannt wurde.
Von 1921 bis 1923 war er bereits erster Flötist in der John-Philipp-Sousa-Band. Von 1924 bis 1929 spielte er unter Arturo Toscanini bei den New Yorker Philharmonikern. Er studierte aber weiter bei Henry Kimball Hadley und dem französischen Flötisten Georges Barrère.
1929 wurde er musikalischer Leiter bei der Funkgesellschaft ABC in deren Unterabteilung Nordwestbezirk, der Sender hieß KFRC. In den frühen 30er Jahren erlangte er eine gewisse Bekanntheit als Musikdirektor, Dirigent und Komponist bei der NBC in San Francisco. In den späten 30er Jahren zog er nach Hollywood und wurde Musikdirektor bei vielen der damals populären Radiosendungen.
In den 1940er Jahren komponierte er Filmmusik für Charlie Chaplins Der große Diktator und William Wylers Die kleinen Füchse, wofür er beide Male für den Academy Award nominiert wurde. 1941 schrieb er seinen ersten Schlager You and I, die Erkennungsmelodie des Maxwell House Coffee-Programms. Während des Zweiten Weltkrieges diente er als Major in der U.S. Army und war dort Mitglied des Armed Forces Radio Service. 1950 schrieb er May the Good Lord Bless and Keep You, das Titellied für Tallulah Bankheads Show The Big Show.
Seinen größten Erfolg erlebte er aber 1951 mit dem Weihnachtslied It’s Beginning to Look Like Christmas, das ein Klassiker wurde und 1957 mit seinem ersten Musical The Music Man, zu dem er von dem Musicalkomponisten Frank Loesser angeregt wurde. Weniger bekannt ist, dass der Beatles-Titel „Till There Was You“ von 1963 aus diesem Musical stammt.
Zwei spätere Musicals The Unsinkable Molly Brown von 1960 und Here’s Love von 1963 konnten an den Erfolg des Music Man nicht anknüpfen.

## Werke (Auswahl)

### Musicals
- The Music Man, orchestriert von Don Walker, Uraufführung am 19. Dezember 1957 in New York [enthält die Songs Trouble, Goodnight, My Someone, Seventy-Six Trombones, Till There Was You]; Verfilmung: Music Man (1962)
- The Unsinkable Molly Brown, Buch: Richard Morris, orchestriert von Don Walker,  Uraufführung am 3. November 1960 in New York [enthält die Songs: I Ain’t Down Yet, Belly Up to the Bar, Boys, Dolce far niente, My Own Brass Bed]; Verfilmung: deutsch Goldgräber-Molly (1964)
- Here’s Love, Buch: Meredith Willson, orchestriert von Don Walker,  Uraufführung am 3. Oktober 1963 in New York [enthält die Songs: The Big Clown Balloons, Arm in Arm, You Don’t Know, Pine Cones and Holly Berries, That Man Over There]
- 1491, orchestriert von Irwin Kostal, Uraufführung am 2. September 1969 in New York [enthält die Songs: The Big Clown Balloons, Arm in Arm, You Don’t Know, Pine Cones and Holly Berries, That Man Over There]

### Bekannte Songs
- Banners and Bonnets
- Chicken Fat
- I See the Moon
- It’s Beginning to Look a Lot Like Christmas
- May the Good Lord Bless and Keep You
- You and I

### Weitere Vokalwerke
- Song of Steel, 1934
- Anthem for the Atomic Age, 1950
- Ask Not, 1964
- Mass of the Bells, 1970

### Orchestermusik
- Parade Fantastique, 1924
- Sinfonie Nr. 1 f-moll San Francisco, 1936
- O.O. McIntyre Suite, 1956
- Sinfonie Nr. 2 e-moll The Missions of California, 1940
- The Jervis Bay, 1942
- Sinfonische Variationen über amerikanische Themen

### Filmmusik
- Kapitän Halls große Liebe, 1929
- Der große Diktator, 1940
- Die kleinen Füchse, 1941

### Memoiren
- And There I Stood with my Piccolo (1948)
- Eggs I Have Laid (1955)
- But He Doesn’t Know the Territory (1959)